# Viola Burnham
Viola Victorine Burnham (26 tháng 11 năm 1930 - 10 tháng 10 năm 2003)  là một chính trị gia người Guyan từ Quốc hội Nhân dân, và là vợ và góa phụ của Forbes Burnham.
Năm 1960, bà làm giáo viên Latin. Năm 1967, bà kết hôn với Forbes Burnham và họ có hai con gái. Sau cái chết của Forbes Burnham, bà gia nhập nội các của Desmond Hoyte với tư cách là Phó chủ tịch và phó thủ tướng chịu trách nhiệm về giáo dục, phát triển xã hội và văn hóa vào tháng 8 năm 1985. Bà được bầu vào Quốc hội năm 1985. Cuối cùng, bà rời khỏi quốc hội và từ nội các vào tháng 10 năm 1991.
Năm 1984, cô nhận được Huân chương Roraima.